# Gråbrødre Kloster (Kalundborg)
 For alternative betydninger, se Gråbrødre Kloster. (Se også artikler, som begynder med Gråbrødre Kloster)
Gråbrødrekloster var et franciskanerkloster i Kalundborg stiftet 1239 af grevinde Ingerd af Regenstein; dets kirke blev dog først indviet 1279. Klosteret lå på den senere Kalundborg Ladegårds plads, umiddelbart nord for slotspladsen. Den tilladelse, Valdemar Atterdag 1361 indhentede hos paven til at måtte flytte det, fordi det lå for nær ved Kalundborg Slot, kan således ikke være benyttet. I klosteret fandt flere gange ordenskapitler sted, og dels her, dels under et lindetræ på klosterets kirkegård holdt kongerne af og til retterting. I 1517 indførtes den strengere ordensregel, observantsen. Den sidste guardian, Melchior Jensen, fremskyndede selv klosterets ophævelse; påvirket af Luthers lære tillod han lensmanden på Kalundborg Slot efter Mogens Gøyes ordre at jage munkene væk i 1532 og blev til tak herfor den første evangeliske præst ved Kalundborg Vor Frue Kirke (fra 1540 ved Raklev Sogn). Kort efter blev klosteret omdannet til ladegård for slottet, og efter at dette var nedbrudt, blev gården 1664 tilskødet den rige hollænder Gabriel Marselis.